# Independence (Califórnia)
Independence é uma região censitária localizada no estado americano da Califórnia, no condado de Inyo, do qual é sede.

## Geografia
De acordo com o United States Census Bureau, a cidade tem uma área de 12,6 km², onde todos os 12,6 km² estão cobertos por terra.

### Localidades na vizinhança
O diagrama seguinte representa as localidades num raio de 56 km ao redor de Independence.

## Demografia
Segundo o censo nacional de 2010, a sua população é de 669 habitantes e sua densidade populacional é de 53,04 hab/km². Possui 389 residências, que resulta em uma densidade de 30,84 residências/km².

## Lista de marcos
A relação a seguir lista as entradas do Registro Nacional de Lugares Históricos em Independence. Aquelas marcadas com ‡ também são um Marco Histórico Nacional.
- Inyo County Courthouse
- Manzanar War Relocation Center, National Historic Site‡